# お珊
お珊の方（おさんのかた）とは、三村親成の養女、三村家親の娘。水野勝成の正室。別称：良樹院。
成羽の三村親成の許に寄食していたもので、水野勝成はこれを室にした。西町浄土宗定福寺の境内に、勝成の室香源院お登久とともに並んで葬られている。

## 歯の神様
江戸に「阿珊地蔵」というのが、麻布飯倉五丁目の路地に入った善長寺にあると、『備後史談』に記載されている。
これによると鉄扉を押して入ると、左手に侘しい女性の地蔵尊がある。頬に右手をあて、にこやかに佇んでいる。この地蔵尊は歯医者の仏さまで、どんなに歯が痛む人でも、この寺にかけこんで地蔵に詣でると、きっと歯の痛みが取れるという。
この地蔵尊は、この寺の先住職実誉和尚が、備後福山に巡錫した折、虫歯で苦しんだ。教えられて、同地の定福寺の阿珊の方の墓に跪いて快癒を願ったところ、不思議にも治った。そこで定福寺の和尚に願って、阿珊の方の分骨をもらい受けて持ち帰り、境内にこの尊像を祀って、像内に分骨を納めて、歯で苦しんでいる人々にためてに建立したものだ、と記されている。
この阿珊の方というのは、備後福山城主水野日向守勝成の奥方で、この方は幼少の頃より死ぬまで歯の痛みに悩み通しだったという世にも珍しい虫歯の仇敵みたいな人であった。したがって奥方が医師に払った金は実に多額で、また、多くの薬草を探すため、どんなに人力を徒労としたかわからなかったが、最後は諦めて、地蔵尊を祀りだした。ところがそのお陰で苦しみが逃れることができたが、まもなく他界してしまった。その死に臨んで家来の近藤正房に「わたしは歯痛のために生涯悩まされたが、凡そこの広い世間にも私と同様、歯痛で悩まされている人もあろう。もしそのような人があったら、だれでもよいから私の墓に来て、地蔵尊の名号を唱えれば、きっと治してやると話して他界していった」ということが『備後史談』第十二巻第十号に載せられている。
後に、歯痛の神や歯神として、この話は各地に広まり、江戸時代、彼女は歯神「おさんの方」として信仰を集めたという。
神奈川県横須賀市にある常福寺 (横須賀市)の寺内には「珊女の位牌」と称されているむし歯によく効くという「珊誉女（さんよめ）」の位牌がある。「良樹院殿珊誉昌栄大褌定尼尊霊位　寛永十一年八月八日」と記されている。

## 活躍する作品
- 竹内けん著　戦国艶武伝　第三巻～雷鳴の抄～（お珊が表紙に描かれている）

## 史料
- 『武江年表』